# Driver's Seat
Driver's Seat is een nummer van de Britse rock-band Sniff 'n' the Tears uit Londen.
Het nummer staat op het debuut studioalbum van de band, Fickle Heart uit 1978. Het nummer werd op 8 december dat jaar oorspronkelijk eerst in het Verenigd Koninkrijk en Ierland op vinylsingle uitgebracht. In de zomer van 1979 volgden de VS en Canada en in oktober 1980 het Europese vasteland, Australië en Nieuw-Zeeland.
Driver's Seat gaat niet over het plezier van autorijden, maar volgens frontman en schrijver Paul Roberts over de moeilijke gevoelens aan het einde van een relatie.

## Hitnoteringen
Driver's Seat was een grote hit in onder meer de Verenigde Staten, Australië en Nederland in het najaar van 1980.
In Nederland werd de plaat in het najaar van 1980 veel gedraaid op Hilversum 3 en werd een grote hit in de destijds drie landelijke hitlijsten op de nationale publieke popzender. De plaat bereikte de 4e positie in zowel de Nederlandse Top 40 als de TROS Top 50. In de Nationale Hitparade kwam de plaat niet verder dan de 31e positie. In de Europese hitlijst op Hilversum 3, de TROS Europarade, werd de 23e positie bereikt.
In België bereikte de plaat de 3e positie in de voorloper van de Vlaamse Ultratop 50 en de 13e positie in de Vlaamse Radio 2 Top 30. In Wallonië werd géén notering behaald.
In juni 1991 werd het nummer Driver's Seat in Nederland opnieuw uitgebracht op cd-single, nadat het te horen was geweest in een radio-en televisiereclame voor autoradio's van Pioneer. De single werd toen opgepikt door Radio 3 en veelvuldig gedraaid en ditmaal bereikte de single de nummer 1-positie in de destijds twee landelijke hitlijsten op de nationale publieke popzender; zowel in de Nederlandse Top 40 als de Nationale Top 100 bereikte de single de nummer 1-positie.
Driver's Seat is ook gebruikt in de film Boogie Nights en delen van de plaat in Art Bells radioprogramma Coast to Coast AM. In 2008 is de plaat gebruikt in de documentaire Carrier.
Naast Driver's Seat had de groep in september 1980 nog een kleine hit in Nederland met de plaat One Love, afkomstig van het tweede studioalbum The Game's Up. Deze plaat werd ook regelmatig gedraaid op Hilversum 3 en bereikte de 38e positie in zowel de Nationale Hitparade als de TROS Top 50. De Nederlandse Top 40 werd niet bereikt; de single bleef in de Tipparade steken en stond op vrijdag 22 augustus 1980 één week genoteerd. Ook in de Europese hitlijst op Hilversum 3, de TROS Europarade, werd géén notering behaald.
In België behaalde deze single géén noteringen in beide Vlaamse hitlijsten en de Waalse hitlijst.
Sinds de allereerste editie in december 1999 staat de plaat onafgebroken genoteerd in de jaarlijkse NPO Radio 2 Top 2000 van de Nederlandse publieke radiozender NPO Radio 2, met als hoogste notering tot nu toe een 329e positie in 2003.

### Nederlandse Top 40
| Hitnotering week 1 t/m 11: 18-10-1980 t/m 03-01-1981 Hitnotering week 12 t/m 22: 29-06-1991 t/m 07-09-1991 | Hitnotering week 1 t/m 11: 18-10-1980 t/m 03-01-1981 Hitnotering week 12 t/m 22: 29-06-1991 t/m 07-09-1991 | Hitnotering week 1 t/m 11: 18-10-1980 t/m 03-01-1981 Hitnotering week 12 t/m 22: 29-06-1991 t/m 07-09-1991 | Hitnotering week 1 t/m 11: 18-10-1980 t/m 03-01-1981 Hitnotering week 12 t/m 22: 29-06-1991 t/m 07-09-1991 | Hitnotering week 1 t/m 11: 18-10-1980 t/m 03-01-1981 Hitnotering week 12 t/m 22: 29-06-1991 t/m 07-09-1991 | Hitnotering week 1 t/m 11: 18-10-1980 t/m 03-01-1981 Hitnotering week 12 t/m 22: 29-06-1991 t/m 07-09-1991 | Hitnotering week 1 t/m 11: 18-10-1980 t/m 03-01-1981 Hitnotering week 12 t/m 22: 29-06-1991 t/m 07-09-1991 | Hitnotering week 1 t/m 11: 18-10-1980 t/m 03-01-1981 Hitnotering week 12 t/m 22: 29-06-1991 t/m 07-09-1991 | Hitnotering week 1 t/m 11: 18-10-1980 t/m 03-01-1981 Hitnotering week 12 t/m 22: 29-06-1991 t/m 07-09-1991 | Hitnotering week 1 t/m 11: 18-10-1980 t/m 03-01-1981 Hitnotering week 12 t/m 22: 29-06-1991 t/m 07-09-1991 | Hitnotering week 1 t/m 11: 18-10-1980 t/m 03-01-1981 Hitnotering week 12 t/m 22: 29-06-1991 t/m 07-09-1991 | Hitnotering week 1 t/m 11: 18-10-1980 t/m 03-01-1981 Hitnotering week 12 t/m 22: 29-06-1991 t/m 07-09-1991 | Hitnotering week 1 t/m 11: 18-10-1980 t/m 03-01-1981 Hitnotering week 12 t/m 22: 29-06-1991 t/m 07-09-1991 | Hitnotering week 1 t/m 11: 18-10-1980 t/m 03-01-1981 Hitnotering week 12 t/m 22: 29-06-1991 t/m 07-09-1991 | Hitnotering week 1 t/m 11: 18-10-1980 t/m 03-01-1981 Hitnotering week 12 t/m 22: 29-06-1991 t/m 07-09-1991 | Hitnotering week 1 t/m 11: 18-10-1980 t/m 03-01-1981 Hitnotering week 12 t/m 22: 29-06-1991 t/m 07-09-1991 | Hitnotering week 1 t/m 11: 18-10-1980 t/m 03-01-1981 Hitnotering week 12 t/m 22: 29-06-1991 t/m 07-09-1991 | Hitnotering week 1 t/m 11: 18-10-1980 t/m 03-01-1981 Hitnotering week 12 t/m 22: 29-06-1991 t/m 07-09-1991 | Hitnotering week 1 t/m 11: 18-10-1980 t/m 03-01-1981 Hitnotering week 12 t/m 22: 29-06-1991 t/m 07-09-1991 | Hitnotering week 1 t/m 11: 18-10-1980 t/m 03-01-1981 Hitnotering week 12 t/m 22: 29-06-1991 t/m 07-09-1991 | Hitnotering week 1 t/m 11: 18-10-1980 t/m 03-01-1981 Hitnotering week 12 t/m 22: 29-06-1991 t/m 07-09-1991 | Hitnotering week 1 t/m 11: 18-10-1980 t/m 03-01-1981 Hitnotering week 12 t/m 22: 29-06-1991 t/m 07-09-1991 | Hitnotering week 1 t/m 11: 18-10-1980 t/m 03-01-1981 Hitnotering week 12 t/m 22: 29-06-1991 t/m 07-09-1991 | Hitnotering week 1 t/m 11: 18-10-1980 t/m 03-01-1981 Hitnotering week 12 t/m 22: 29-06-1991 t/m 07-09-1991 | Hitnotering week 1 t/m 11: 18-10-1980 t/m 03-01-1981 Hitnotering week 12 t/m 22: 29-06-1991 t/m 07-09-1991 |
| Week | 1 | 2 | 3 | 4 | 5 | 6 | 7 | 8 | 9 | 10 | 11 | | 12 | 13 | 14 | 15 | 16 | 17 | 18 | 19 | 20 | 21 | 22 | |
| --- | --- | --- | --- | --- | --- | --- | --- | --- | --- | --- | --- | --- | --- | --- | --- | --- | --- | --- | --- | --- | --- | --- | --- | --- |
| Nummer | 38 | 25 | 20 | 14 | 8 | 5 | 4 | 6 | 11 | 16 | 38 | uit | 25 | 9 | 4 | 1 | 1 | 1 | 2 | 3 | 7 | 16 | 29 | uit |

### Nationale Hitparade / Nationale Top 100
| Hitnotering week 1 t/m 12: 25-10-1980 t/m 17-01-1981 Hitnotering week 13 t/m 27: 22-06-1991 t/m 28-09-1991 | Hitnotering week 1 t/m 12: 25-10-1980 t/m 17-01-1981 Hitnotering week 13 t/m 27: 22-06-1991 t/m 28-09-1991 | Hitnotering week 1 t/m 12: 25-10-1980 t/m 17-01-1981 Hitnotering week 13 t/m 27: 22-06-1991 t/m 28-09-1991 | Hitnotering week 1 t/m 12: 25-10-1980 t/m 17-01-1981 Hitnotering week 13 t/m 27: 22-06-1991 t/m 28-09-1991 | Hitnotering week 1 t/m 12: 25-10-1980 t/m 17-01-1981 Hitnotering week 13 t/m 27: 22-06-1991 t/m 28-09-1991 | Hitnotering week 1 t/m 12: 25-10-1980 t/m 17-01-1981 Hitnotering week 13 t/m 27: 22-06-1991 t/m 28-09-1991 | Hitnotering week 1 t/m 12: 25-10-1980 t/m 17-01-1981 Hitnotering week 13 t/m 27: 22-06-1991 t/m 28-09-1991 | Hitnotering week 1 t/m 12: 25-10-1980 t/m 17-01-1981 Hitnotering week 13 t/m 27: 22-06-1991 t/m 28-09-1991 | Hitnotering week 1 t/m 12: 25-10-1980 t/m 17-01-1981 Hitnotering week 13 t/m 27: 22-06-1991 t/m 28-09-1991 | Hitnotering week 1 t/m 12: 25-10-1980 t/m 17-01-1981 Hitnotering week 13 t/m 27: 22-06-1991 t/m 28-09-1991 | Hitnotering week 1 t/m 12: 25-10-1980 t/m 17-01-1981 Hitnotering week 13 t/m 27: 22-06-1991 t/m 28-09-1991 | Hitnotering week 1 t/m 12: 25-10-1980 t/m 17-01-1981 Hitnotering week 13 t/m 27: 22-06-1991 t/m 28-09-1991 | Hitnotering week 1 t/m 12: 25-10-1980 t/m 17-01-1981 Hitnotering week 13 t/m 27: 22-06-1991 t/m 28-09-1991 | Hitnotering week 1 t/m 12: 25-10-1980 t/m 17-01-1981 Hitnotering week 13 t/m 27: 22-06-1991 t/m 28-09-1991 | Hitnotering week 1 t/m 12: 25-10-1980 t/m 17-01-1981 Hitnotering week 13 t/m 27: 22-06-1991 t/m 28-09-1991 | Hitnotering week 1 t/m 12: 25-10-1980 t/m 17-01-1981 Hitnotering week 13 t/m 27: 22-06-1991 t/m 28-09-1991 | Hitnotering week 1 t/m 12: 25-10-1980 t/m 17-01-1981 Hitnotering week 13 t/m 27: 22-06-1991 t/m 28-09-1991 | Hitnotering week 1 t/m 12: 25-10-1980 t/m 17-01-1981 Hitnotering week 13 t/m 27: 22-06-1991 t/m 28-09-1991 | Hitnotering week 1 t/m 12: 25-10-1980 t/m 17-01-1981 Hitnotering week 13 t/m 27: 22-06-1991 t/m 28-09-1991 | Hitnotering week 1 t/m 12: 25-10-1980 t/m 17-01-1981 Hitnotering week 13 t/m 27: 22-06-1991 t/m 28-09-1991 | Hitnotering week 1 t/m 12: 25-10-1980 t/m 17-01-1981 Hitnotering week 13 t/m 27: 22-06-1991 t/m 28-09-1991 | Hitnotering week 1 t/m 12: 25-10-1980 t/m 17-01-1981 Hitnotering week 13 t/m 27: 22-06-1991 t/m 28-09-1991 | Hitnotering week 1 t/m 12: 25-10-1980 t/m 17-01-1981 Hitnotering week 13 t/m 27: 22-06-1991 t/m 28-09-1991 | Hitnotering week 1 t/m 12: 25-10-1980 t/m 17-01-1981 Hitnotering week 13 t/m 27: 22-06-1991 t/m 28-09-1991 | Hitnotering week 1 t/m 12: 25-10-1980 t/m 17-01-1981 Hitnotering week 13 t/m 27: 22-06-1991 t/m 28-09-1991 | Hitnotering week 1 t/m 12: 25-10-1980 t/m 17-01-1981 Hitnotering week 13 t/m 27: 22-06-1991 t/m 28-09-1991 | Hitnotering week 1 t/m 12: 25-10-1980 t/m 17-01-1981 Hitnotering week 13 t/m 27: 22-06-1991 t/m 28-09-1991 | Hitnotering week 1 t/m 12: 25-10-1980 t/m 17-01-1981 Hitnotering week 13 t/m 27: 22-06-1991 t/m 28-09-1991 | Hitnotering week 1 t/m 12: 25-10-1980 t/m 17-01-1981 Hitnotering week 13 t/m 27: 22-06-1991 t/m 28-09-1991 | Hitnotering week 1 t/m 12: 25-10-1980 t/m 17-01-1981 Hitnotering week 13 t/m 27: 22-06-1991 t/m 28-09-1991 |
| Week | 1 | 2 | 3 | 4 | 5 | 6 | 7 | 8 | 9 | 10 | 11 | 12 | | 13 | 14 | 15 | 16 | 17 | 18 | 19 | 20 | 21 | 22 | 23 | 24 | 25 | 26 | 27 | |
| --- | --- | --- | --- | --- | --- | --- | --- | --- | --- | --- | --- | --- | --- | --- | --- | --- | --- | --- | --- | --- | --- | --- | --- | --- | --- | --- | --- | --- | --- |
| Nummer | 31 | 28 | 15 | 8 | 8 | 12 | 8 | 8 | 15 | 27 | 37 | 50 | uit | 94 | 51 | 15 | 4 | 1 | 1 | 2 | 2 | 3 | 7 | 10 | 24 | 33 | 56 | 82 | uit |

### TROS Top 50
Hitnotering: 16-10-1980 t/m 08-01-1981. Hoogste notering: #4 (2 weken).

### TROS Europarade
Hitnotering: 30-11-1980 t/m 07-12-1980. Hoogste notering: #23 (1 week).

### NPO Radio 2 Top 2000
| Nummer met noteringen in de NPO Radio 2 Top 2000 | '99 | '00 | '01 | '02 | '03 | '04 | '05 | '06 | '07 | '08 | '09 | '10 | '11 | '12 | '13 | '14  | '15  | '16 | '17  | '18  | '19  | '20  | '21  | '22  | '23  | '24  |
| ------------------------------------------------ | --- | --- | --- | --- | --- | --- | --- | --- | --- | --- | --- | --- | --- | --- | --- | ---- | ---- | --- | ---- | ---- | ---- | ---- | ---- | ---- | ---- | ---- |
| Driver's Seat                                    | 382 | 650 | 474 | 534 | 329 | 594 | 610 | 766 | 970 | 638 | 977 | 921 | 959 | 897 | 918 | 1118 | 1180 | 931 | 1060 | 1019 | 1118 | 1129 | 1075 | 1243 | 1299 | 1232 |

1. ↑  Een vetgedrukt getal geeft de hoogste notering aan.

## Covers
De Belgische dance-act DHT heeft het nummer in 2005 gecoverd voor hun album Listen to Your Heart.